# Лангенванг
Лангенванг (нем. Langenwang) — ярмарочная коммуна (нем. Marktgemeinde) в Австрии, в федеральной земле Штирия.
Входит в состав округа Брук-Мюрццушлаг. Площадь коммуны составляет 76,06 км², население — 3886 человек (1 января 2021), плотность населения — 51 чел./км². Официальный код — 62116.

## География

### Географическое положение
Лангенванг расположен на северо-востоке федеральной земли Штирия.
Самая высокая точка, гора Амундсенхёэ (нем. Amundsenhöhe) (1666 метров над уровнем моря), названная в честь полярного исследователя Руаля Амундсена, находится на юго-востоке коммуны.

### Административно-территориальное деление
Территория коммуны включает 8 населённых пунктов (нем. Ortschaft) (в скобках указано количество жителей на 1 января 2021 года):
- Фейстрицберг (110)
- Хенигсберг (152)
- Лангенванг (3155)
- Лангенванг-Швебинг(210)
- Лехен (57)
- Миттерберг (122)
- Претула (75)
- Трабах (5)

Каждый из населённых пунктов также образует кадастровую коммуну (нем. Katastralgemeinden).

## Население
| Год  | Численность |
| ---- | ----------- |
| 1869 | 1910        |
| 1889 | 2001        |
| 1890 | 2507        |
| 1900 | 2554        |
| 1910 | 2535        |
| 1923 | 2882        |
| 1934 | 3626        |
| 1939 | 3307        |
| 1951 | 3401        |
| 1961 | 3734        |
| 1971 | 4082        |
| 1981 | 4185        |
| 1991 | 4188        |
| 2001 | 4057        |
| 2011 | 4006        |
| 2021 | 3886        |

## Политическая ситуация
Бургомистр коммуны (по результатам выборов 2011 года) — Рудольф Хофбауэр (АНП).
Совет представителей коммуны (нем. Gemeinderat) по результатам выборов 2020 года состоит из 21 места:
- АНП занимает 14 мест.
- СДПА занимает 3 места.
- АПС занимает 4 места.

## Персоналии
- Курт Русс (род. 1964) — австрийский футболист и тренер.